# Bettel
Cet article possède des paronymes, voir Bétel, Bethel, Béthel et Xavier Bettel.
Bettel (en luxembourgeois : Bëttel ) est une section de la commune luxembourgeoise de Tandel située dans le canton de Vianden.

## Géographie
Bettel est entouré (sauf à l’ouest et sud-ouest) par la rivière Our, un affluent de la Sûre, qui forme à cet endroit la frontière allemande. Il est limitrophe du village allemand de Roth-sur-Our au nord.